# San Pedro Cahro
San Pedro Cahro es una localidad mexicana del estado de Michoacán, cabecera del municipio de Venustiano Carranza. Se encuentra a 170 km de la capital estatal, Morelia, y a 15 minutos del lago de Chapala. San Pedro Cahro está situado a 20°06 de latitud norte, 102° de longitud oeste, con una elevación sobre el nivel del mar de 1500 metros, aproximadamente.

## Historia
En la época colonial el poblado fue conocido como San Pedro Caro desconociéndose si tiene antecedentes prehispánicos. 
En 1765 era uno de los cuatro pueblos integrantes del curato de Sahuayo, (Zahuayo). 
En la Ley N.º 40 del 15 de marzo de 1825, aparece como tenencia del municipio de Sahuayo,. En 1919 sus habitantes hicieron una petición de terrenos ejidales y les fueron negados. El municipio se conformó a partir de las antiguas tierras llamadas de "ciénega" que eran de la comunidad indígena del antiguo pueblo de Caro.
En la época en que tenía calidad de tenencia, únicamente figuraba como una pequeña ranchería del municipio de Sahuayo. El 21 de enero de 1935 se constituyó en Municipio, cambiando el nombre de San Pedro Caro, por el Venustiano Carranza, nominación que actualmente conserva. Pero en este año 2015 el después de hacer la solicitud en el Congreso del Estado se aceptó el cambio de nombre, de Venustiano Carranza por el de San Pedro Cahro Michoacán.
- 1530  Evangelizado por Fray Juan de Badía y le pone por nombre San Pedro
- 1627  Se realiza el primer mapa del pueblo en 1627
- 1709. Se comienza con la regularización de sus títulos que concluyen 1717
- 1765. Forma parte del curato de Sahuayo.
- 1825. San Pedro Cahro es elevado al rango de tenencia del municipio de Sahuayo.
- 1831. Es tenencia de Jiquilpan.
- 1935. Adquiere el rango de Municipio

### Orígenes
San Pedro Cahro, es una población indígena que proviene del grupo yuto-nahuatl y fue conquistado hacia 1470 por las tropas purépechas estableciendo las fronteras del imperio en las ciénegas de las lagunas de Pajacuarán y Chapala [Bravo Ugarte,1993]. Entre las poblaciones conquistadas estaban Paxacorán, Zahuayo, Caro, Coxumatlán, Guarachan y otros [Bravo Ugarte, 1993]. Caro proviene de la palabra yuto nahuatl, Cariri- Lugar Seco, ya que se fundó en una parte seca de la ribera de la laguna de Pajacuarán. Al tiempo de la conquista, existen datos de que fue evangelizado por Fray Juan de Badía [Sánchez, 1896]. Se le constituye en República de Indios en 1567 y se le reconocen 600 varas castellanas a los cuatro puntos cardinales, sus principales fronteras se suscriben en el plano de 1624 que existe en el Archivo General de la Nación donde describe por primera vez los límites de la república de Indios. Cuando Villar Villamil compra los terrenos de Guaracha, Gerardo Galichi, administrador italiano, hace que las comunidades indígenas de Pajacuarán y de San Pedro Caro, presentaran sus títulos, regularizándolos como consta en el AGN, el año de 1717 [AGN, TIERRAS]. El mito de que el nombre procede de una familia «Caro» es manejado como una hipótesis sin comprobación. Pero los títulos coloniales dicen lo contrario, pues se tienen también registros de censos de la Parroquia de ixtlán, que muestran los habitantes indígenas de Caro desde la fundación de la parroquia hacia 1580 [falta citar fuente].
En 1765 era uno de los cuatro pueblos integrantes del curato de Sahuayo, (Zahuayo). En la Ley Territorial del 10 de diciembre de 1831, aparece como tenencia del municipio de Jiquilpan.
San Pedro Cahro siempre se ha considerado bastión de las luchas por la tierra y la defensa de la autonomía de las repúblicas de indios, a tal grado que en 1815 fue quemado por los realistas por su participación en la guerra de independencia. Fueron pasados por las armas más de 18 hombres que estaban identificados con el cabecilla Marcos Castellanos.
Fue una comunidad que a lo largo del siglo XIX hizo la defensa de sus tierras y en 1859 participaron algunos de sus gentes en las guerras de reforma.
Fue repartida su comunidad en 1902, en 1919 sus habitantes hicieron una petición de terrenos ejidales les fueron negados y en 1917 Venustiano Carranza quita las tierras de ciénega a esta población, haciendo un conflicto agrario de enormes proporciones, concluyendo con la "restitución de sus tierras" en 1924 por presidente Álvaro Obregón.
El 27 de diciembre de 1934  por decreto del congreso de Michoacán y siendo gobernador del estado don Rafael Sánchez Tapia se constituye en municipio, constituyéndose la localidad como su cabecera.

## Demografía
Cuenta con 11 897 habitantes, lo que representa un decremento promedio de -0.080 % anual en el período 2010-2020 sobre la base de los 11 987 habitantes registrados en el censo anterior. Ocupa una superficie de 6.085 km², lo que determina en el año 2020 una densidad de 1955 hab/km².
| Gráfica de evolución demográfica de San Pedro Cahro entre 1900 y 2020                                       |
| |
| Población de los censos y conteos del Instituto Nacional de Estadística y Geografía (INEGI) de 1900 a 2020. |

## Fiestas
- 1 de enero, fiestas en honor a la Divina Providencia.
- Última semana de enero, celebración en honor de la Virgen de La Sábila.
- 3 de mayo, fiesta en honor de la Santa Cruz.
- 15 de mayo, fiesta patronal en honor a San Isidro.
- 20-29 de junio, fiesta patronal en honor a San Pedro.
- Primera semana de agosto, fiesta patronal en honor al Divino Rostro.